# Cerclage (Augenheilkunde)
Als Cerclage (frz.: „Umschlingung“) wird in der Augenheilkunde ein Operationsverfahren bezeichnet, das bei Netzhautablösungen eingesetzt werden kann. Dabei wird ein schmales Silikonband meist in Äquatornähe um den Augapfel gelegt und mit einer entsprechenden Spannung befestigt. Der so ausgeübte Druck bewirkt eine Eindellung des Bulbus nach innen, so dass sich die abgelöste Netzhaut wieder an die innen befindliche Schicht anlegen kann. Der Druck kann auf bestimmte Areale konzentriert werden, indem an den gewünschten Stellen kleine Tamponaden (Wedges) unter das Kunststoffband geschoben werden. Um eine Vernarbung anzuregen, kann eine unterstützende Kältebehandlung (Kryokoagulation) durchgeführt werden.
Operative Verfahren, bei denen der Bulbus umschnürt wird, wurden erstmals Ende der 1950er Jahre durchgeführt. In über 80 % der Behandlungsfälle führt eine Cerclage-OP zu einem Wiederanlegen der Netzhaut. Eine Wiederablösung nach längerem positivem Heilungsverlauf ist selten und betrifft etwa 1–2 % der operierten Fälle.

## Nebenwirkungen
Da eine Cerclage in der Regel zirkulär um den Augapfel herumgelegt wird, muss sie unter den äußeren Augenmuskeln hindurchgeführt werden. Dies kann zu einer entsprechenden Spannungserhöhung führen, die wiederum in manchen Ausnahmefällen Auslöser von Augenmuskelgleichgewichtsstörungen sein kann. Auch kann die Länge des Augapfels durch die Maßnahme zunehmen und so eine Myopisierung um durchschnittlich 1,5 bis 2,0 Dioptrien eintreten.

## Alternativen
Eine indikationsabhängige Alternative zur Cerclage-OP ist die Fixierung von Silicon-Plomben unterschiedlicher Größe auf ausgewählten Arealen des Bulbus. Hierbei lastet der Druck jedoch nicht zirkulär auf dem gesamten Bulbusäquator, sondern lediglich an einer umschriebenen Stelle. Eine Plombe eignet sich deshalb mehr für die Behandlung kleinflächiger Ablösungen bzw. Netzhautlöchern. Cerclage- und Plomben-Operationen nennt man wegen ihrer eindellenden Wirkung auch Buckelchirurgie.
Ein alternatives Verfahren zur „Buckelchirurgie“ stellt die sogenannte Vitrektomie dar.